# Muslim Ibn Aqil
Muslim Ibn ‘Aqil (en árabe, مُسْلِم ٱبْن عَقِيل ٱلْهَاشِمِيّ) fue miembro del clan Banu Háshim y primo del imam Husáin ibn Ali. Lo envió a la gente de Kufa para que les prometiera lealtad, y fue la primera persona en ser martirizada en el incidente de Tuff, y luego fue conocido como "el embajador del imam Huséin". Muslim ocupa una posición destacada entre los chiitas, que conocen la noche del 5 de Muharram como la de Muslim Ibn Aqil, quien fue asesinado el día de Arafa en el año 60 AH por Ubayd Allah Ibn Ziyad.